# Grătiești, Chișinău
Grătiești este satul de reședință al comunei cu același nume din sectorul Rîșcani, municipiul Chișinău, Republica Moldova.

## Demografie

### Structura etnică
Structura etnică a satului Grătiești conform recensământului populației din 2004:
| Grup etnic                                               | Populație | % Procentaj  |
| -------------------------------------------------------- | --------- | ------------ |
| Băștinași declarați Moldoveni Băștinași declarați Români | 4.405 123 | 93,94% 2,62% |
| Ucraineni                                                | 66        | 1,41%        |
| Ruși                                                     | 65        | 1,39%        |
| Bulgari                                                  | 12        | 0,26%        |
| Găgăuzi                                                  | 6         | 0,13%        |
| Țigani                                                   | 1         | 0,02%        |
| Alții                                                    | 11        | 0,23%        |
| Total                                                    | 4.689     |              |

## Galerie de imagini

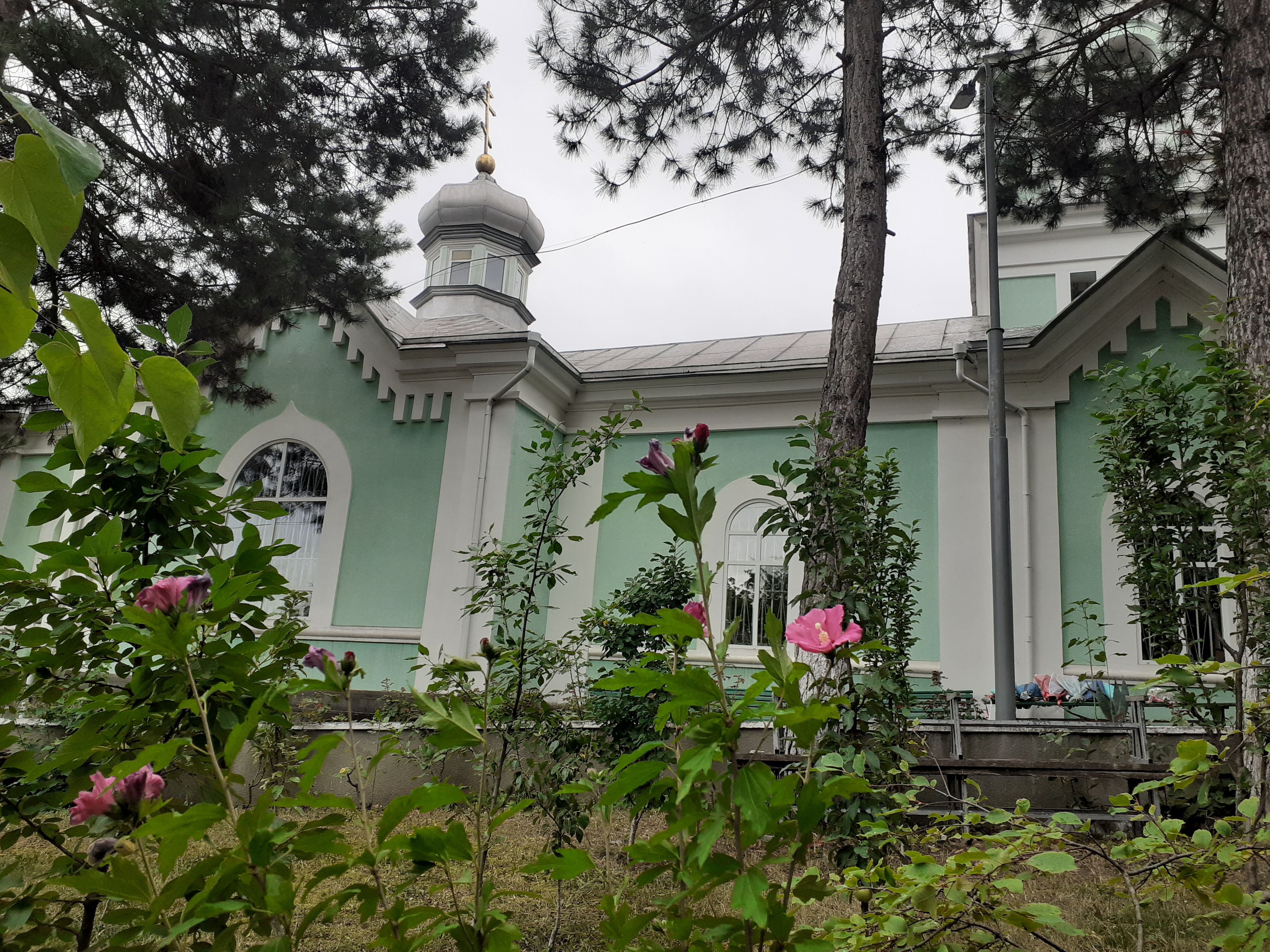
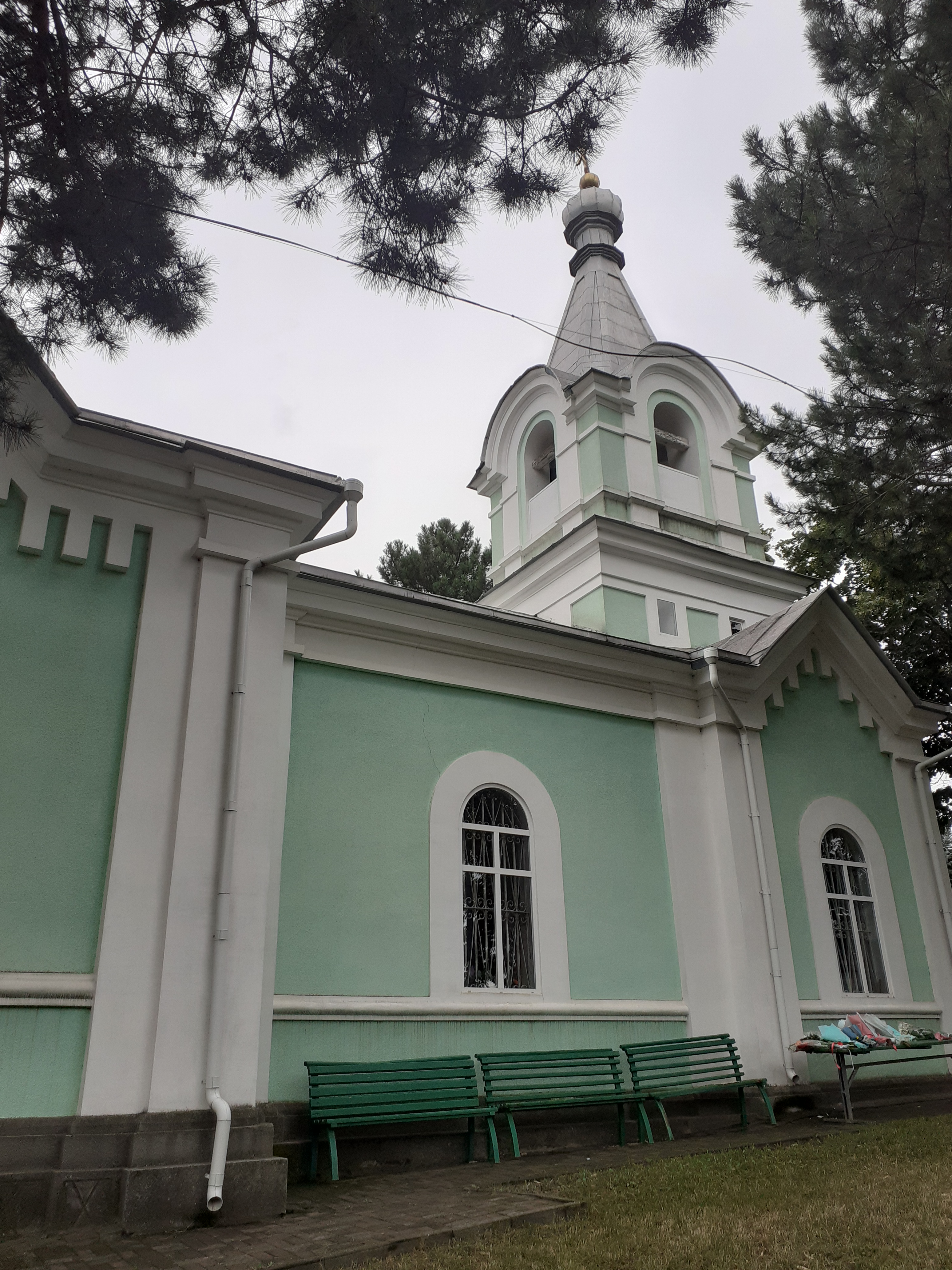
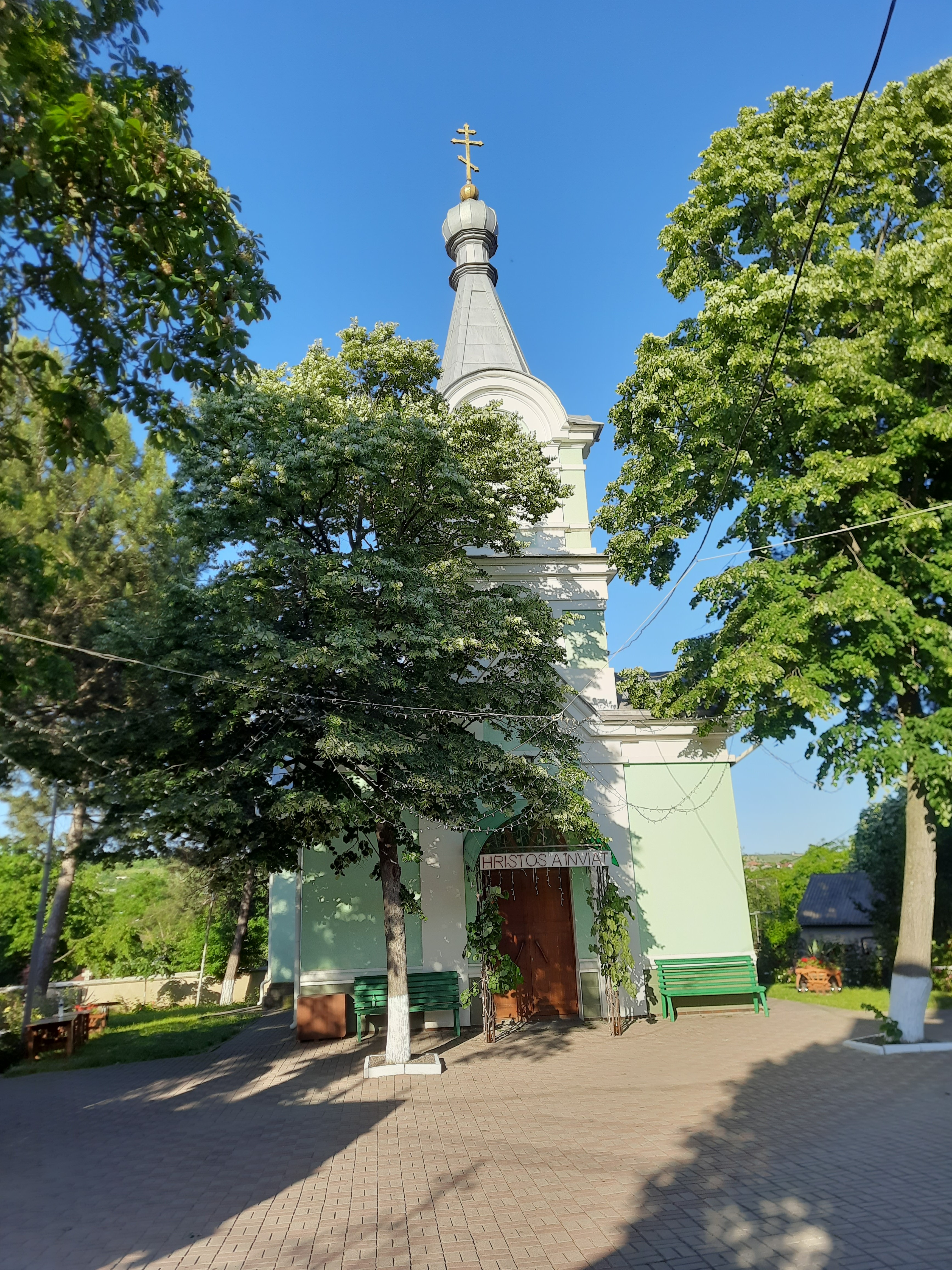
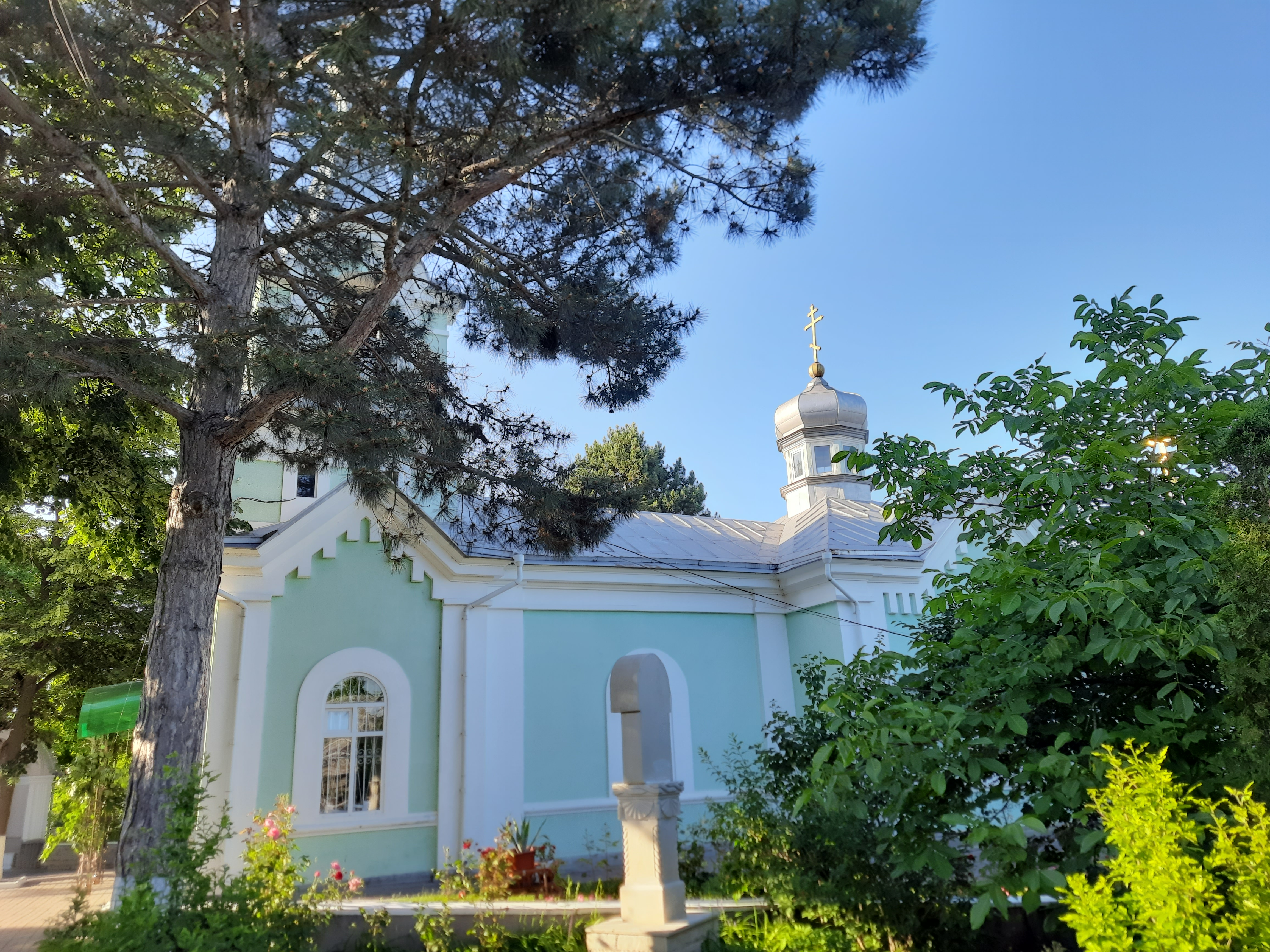
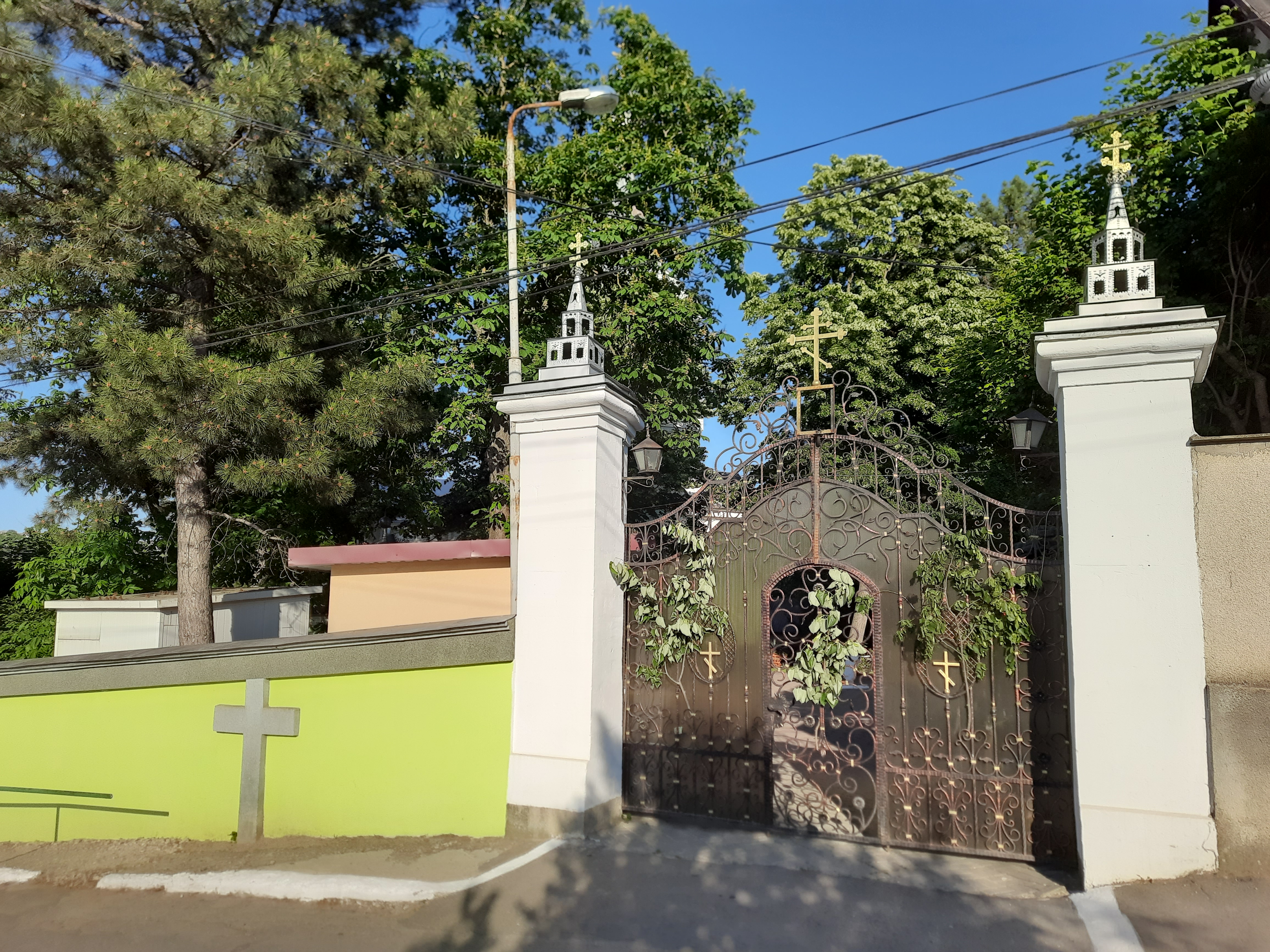
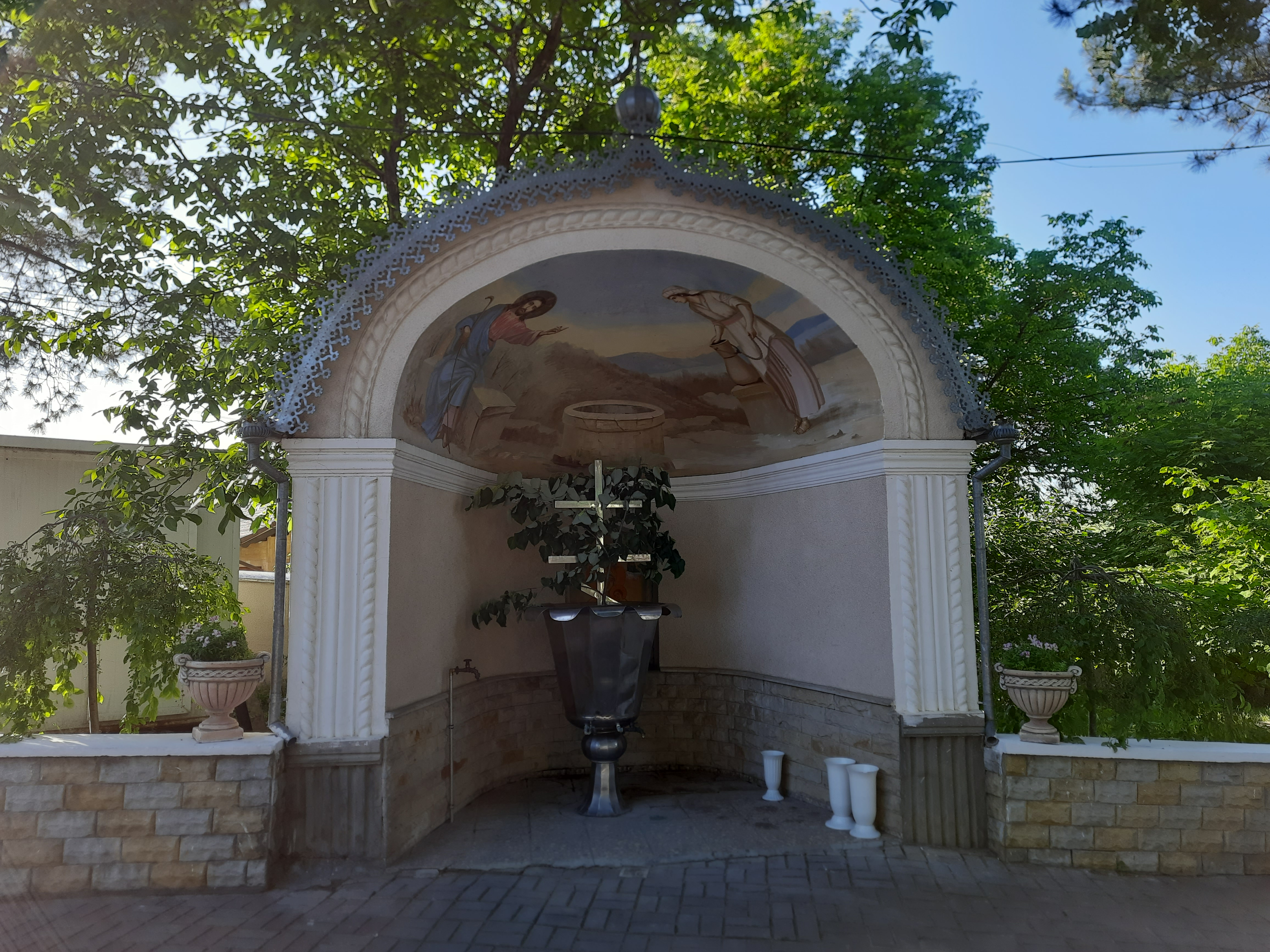

Biserica „Sfânta Treime” din localitate
Alte locuri

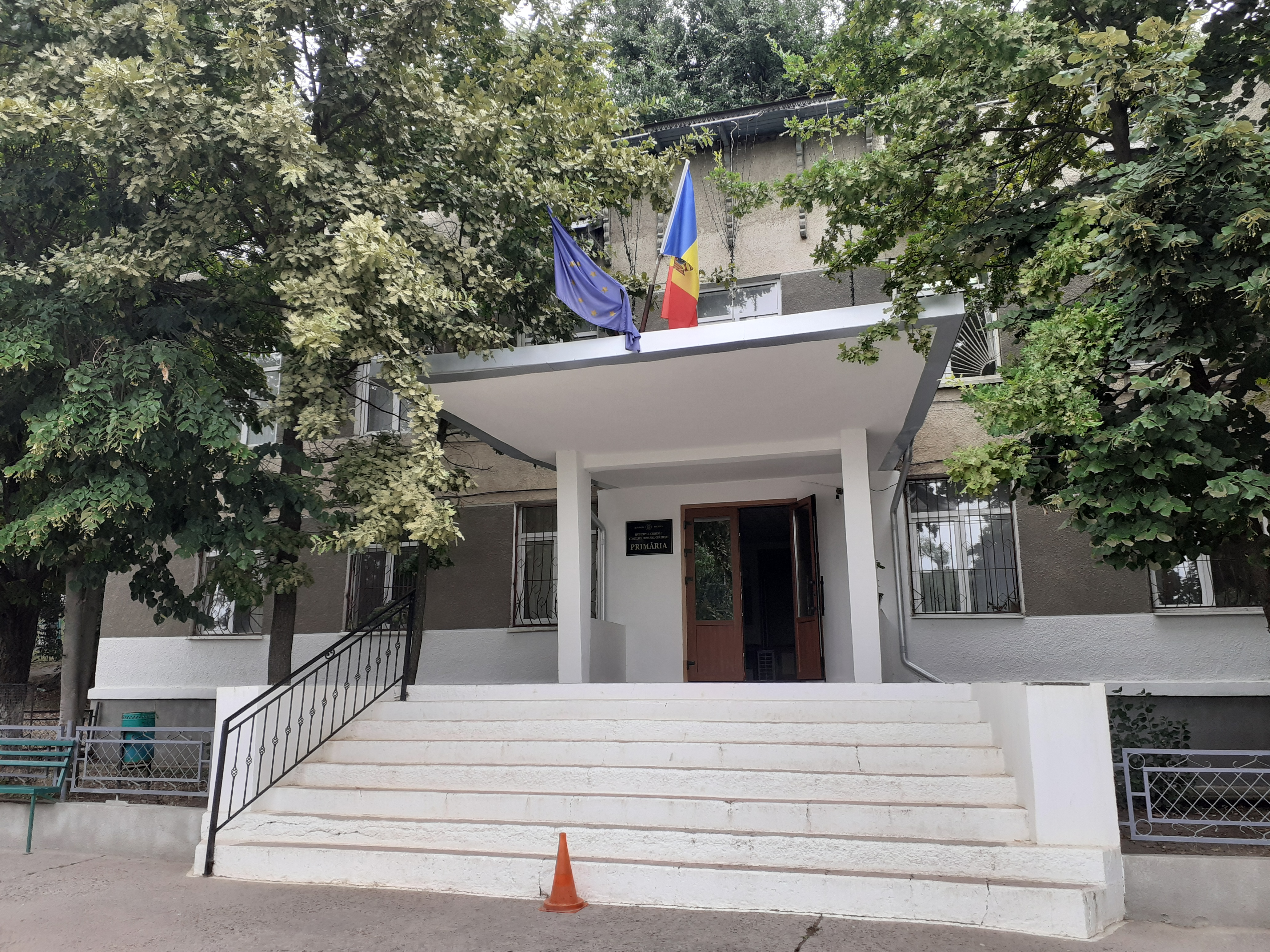
Primăria comunei
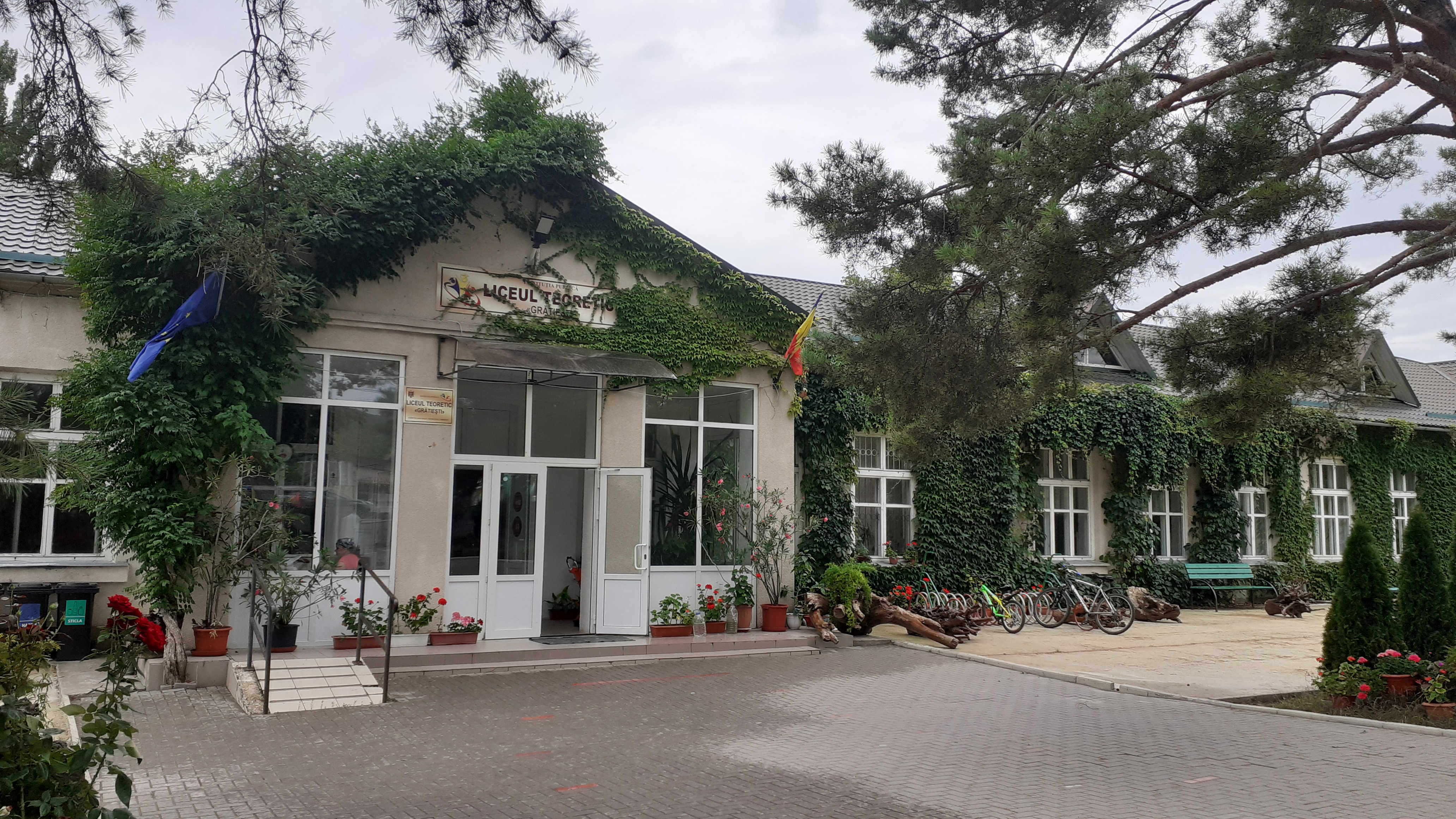
Liceul Teoretic Grătieşti
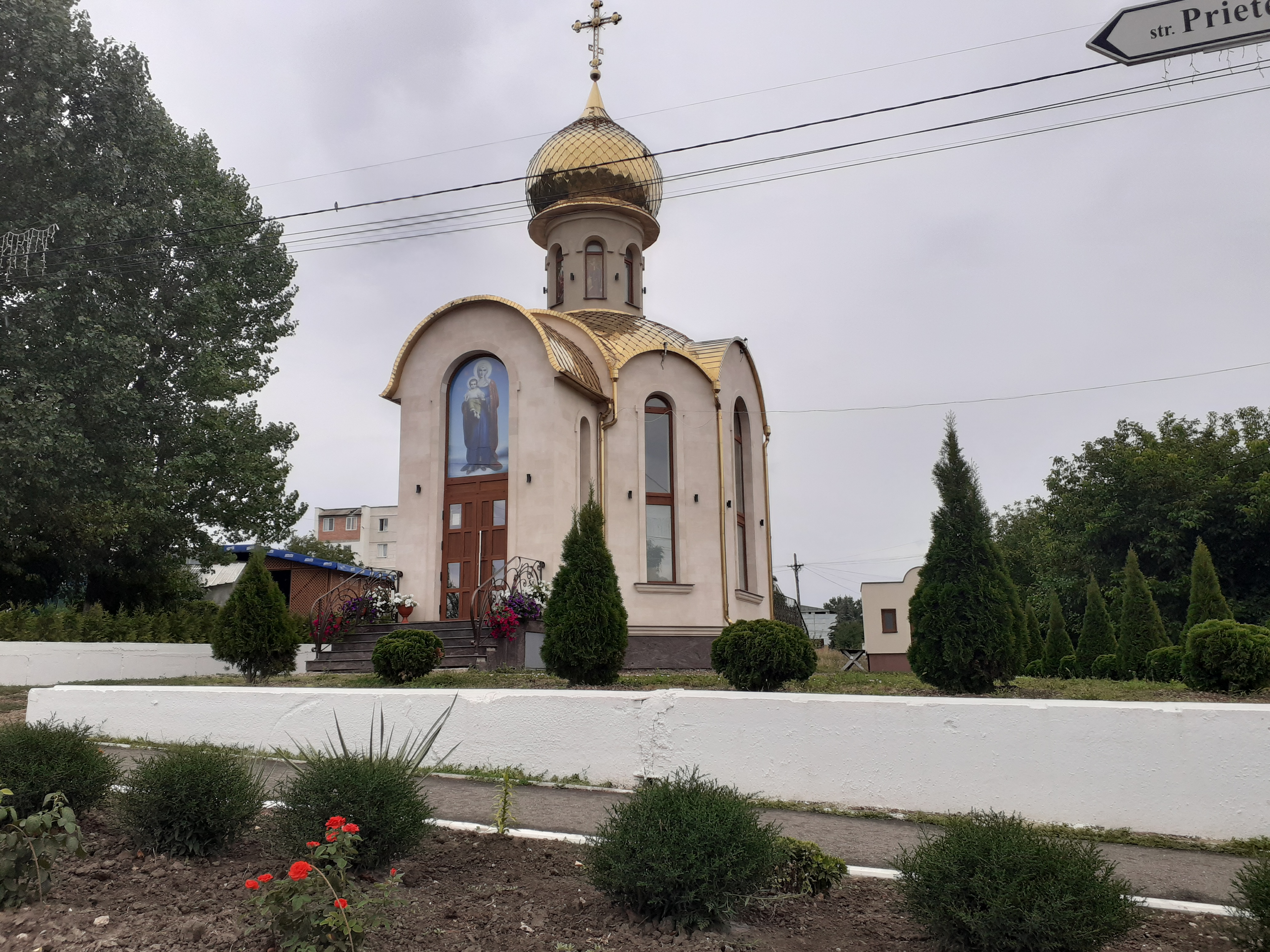
Biserica nouă „Sfântul Ioan Botezătorul”.
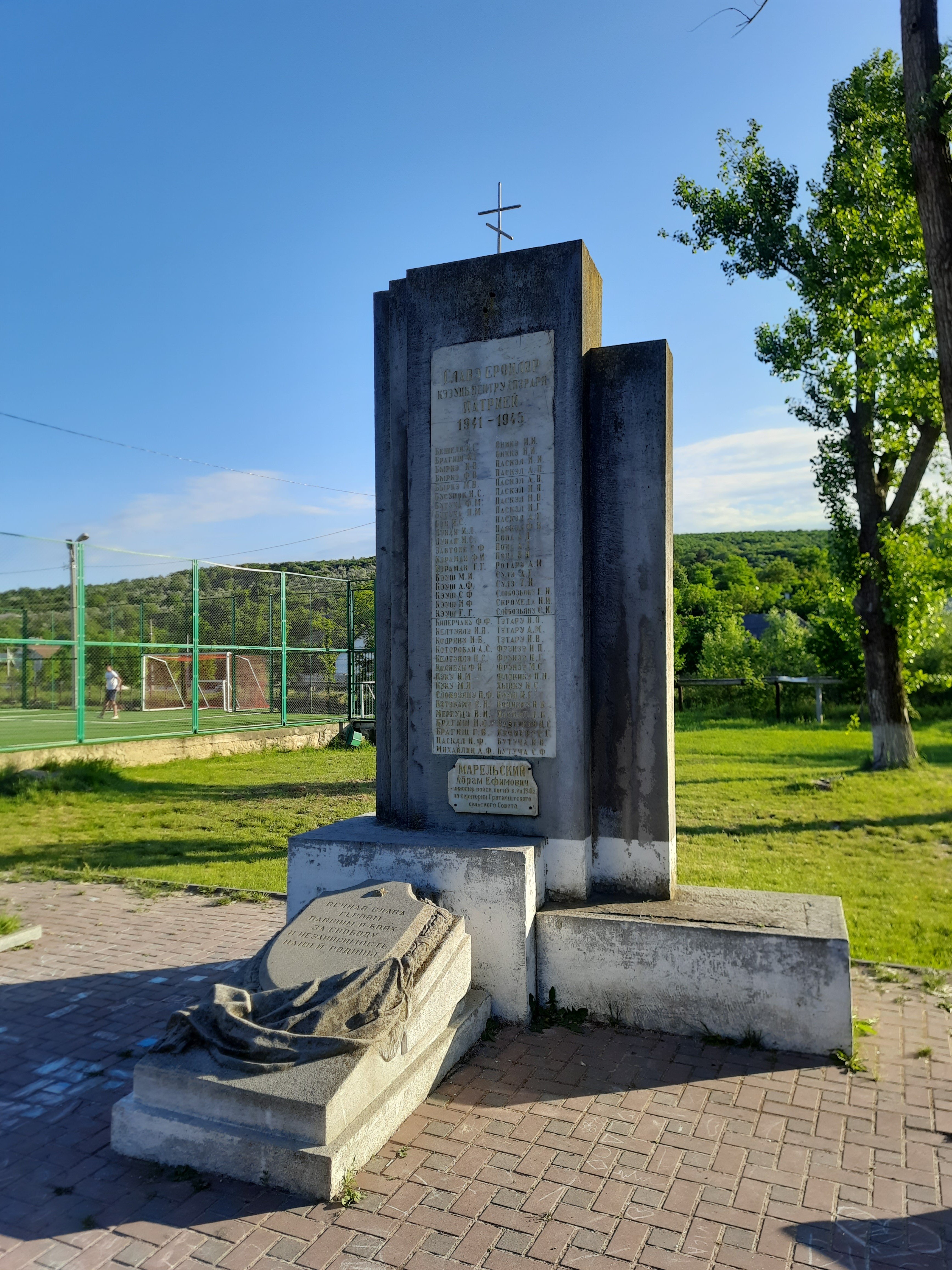
Monument în memoria consătenilor căzuți în Al Doilea Război Mondial.
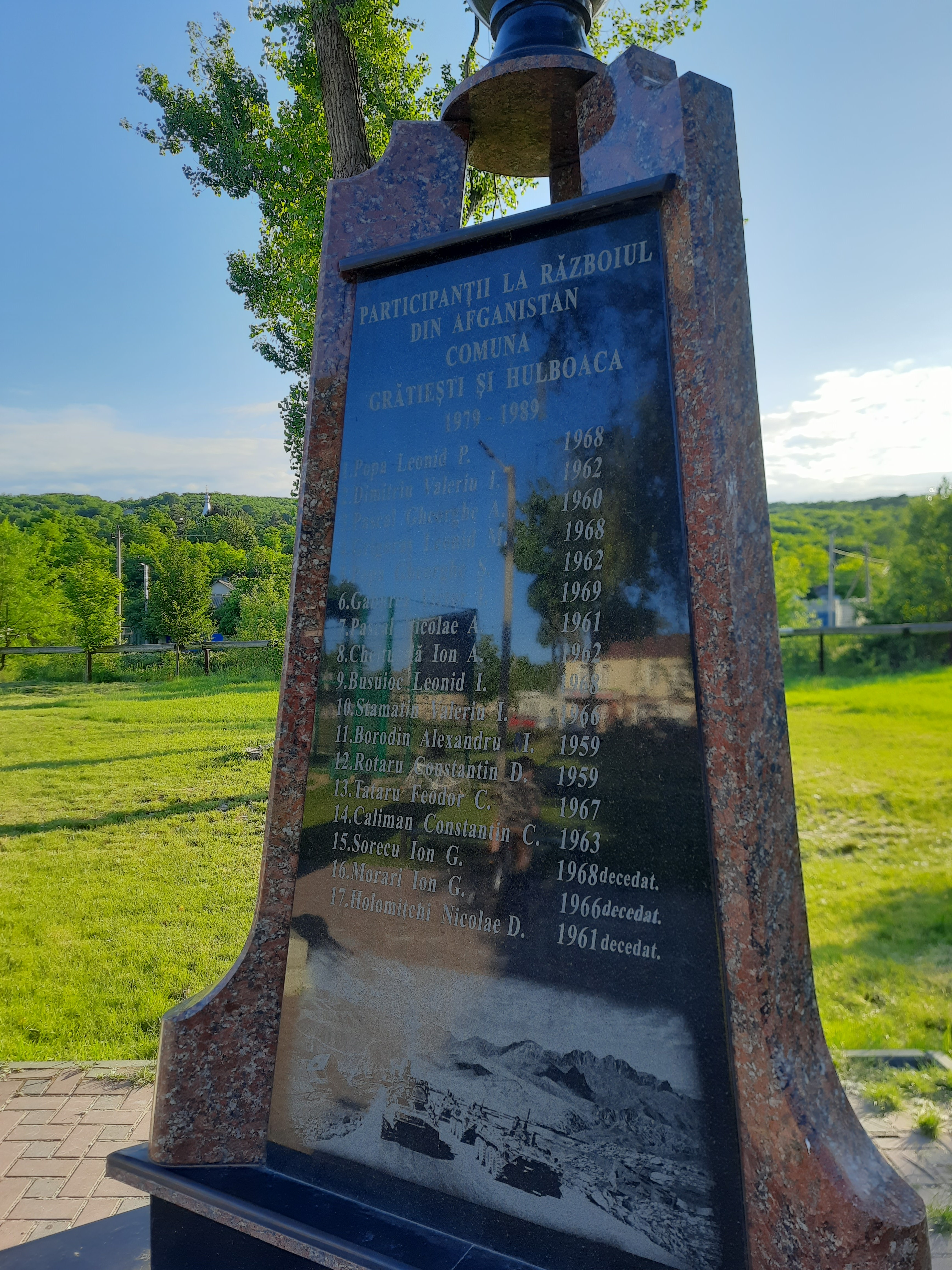
Memorialul participanților la războiul din Afganistan.
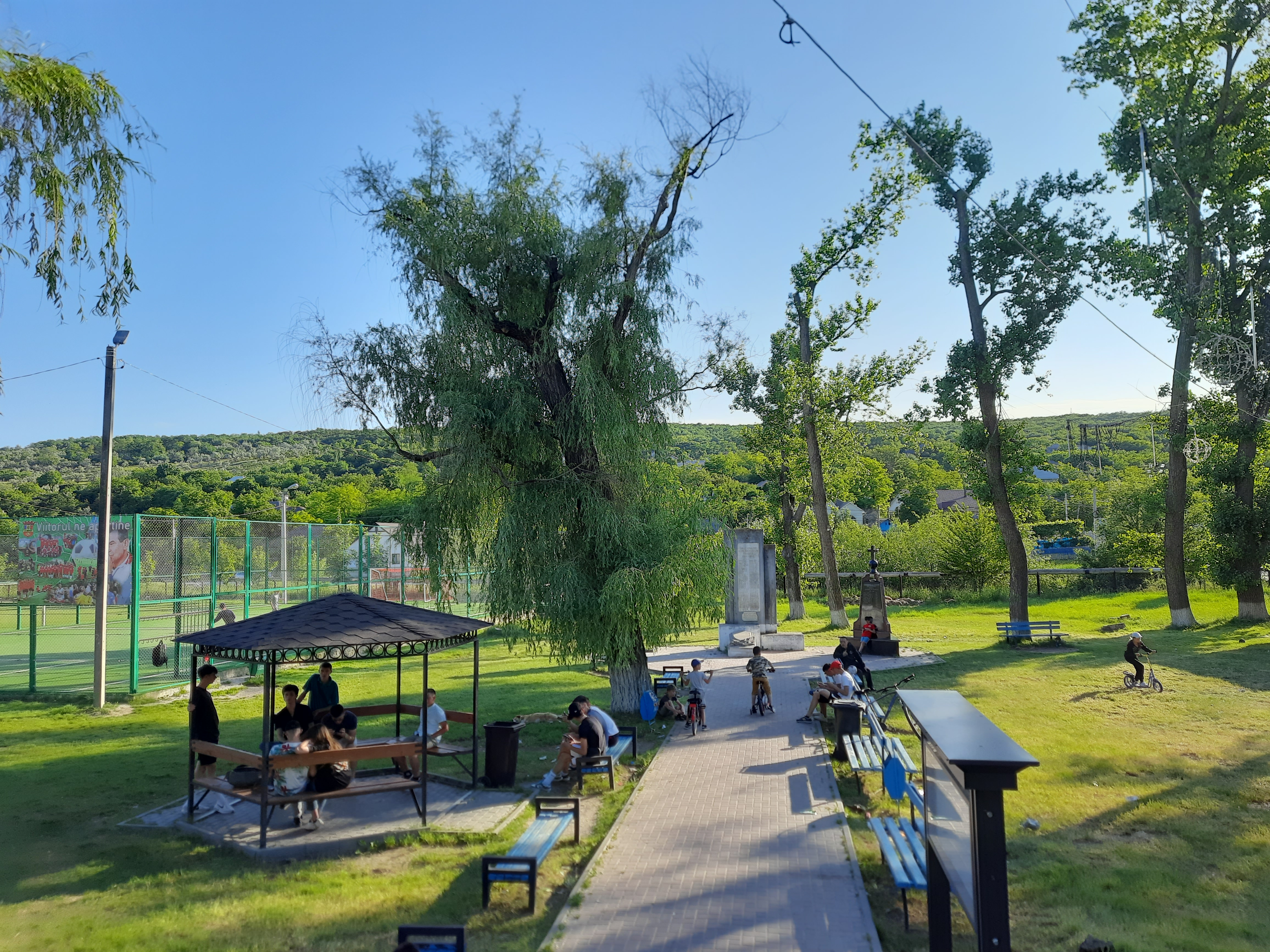
Zonă de agrement în sat.

## Personalități
- Dumitru Braghiș, politician, prim-ministru al Republicii Moldova în perioada 1999-2001.